# Alepia
Alepia är ett släkte av tvåvingar. Alepia ingår i familjen fjärilsmyggor.

## Dottertaxa tillAlepia, i alfabetisk ordning[1]
- Alepia absona
- Alepia albicollare
- Alepia alcobregma
- Alepia amputonis
- Alepia ancylis
- Alepia apachis
- Alepia arenivaga
- Alepia azulita
- Alepia biapicalis
- Alepia bisubulata
- Alepia cacaresi
- Alepia caceresi
- Alepia clara
- Alepia condylaria
- Alepia copelata
- Alepia digitula
- Alepia diocula
- Alepia distincta
- Alepia falcata
- Alepia ferruginea
- Alepia fervida
- Alepia fissura
- Alepia fruticosa
- Alepia fumea
- Alepia hirtiventris
- Alepia imitata
- Alepia labyrinthica
- Alepia lanceolata
- Alepia litotes
- Alepia lobata
- Alepia longinoi
- Alepia maculipennis
- Alepia martinicana
- Alepia montana
- Alepia obscura
- Alepia pinna
- Alepia piscicauda
- Alepia recurva
- Alepia relativa
- Alepia scolomeris
- Alepia scripta
- Alepia symmetrica
- Alepia truncata
- Alepia unicinota
- Alepia vaga
- Alepia valentia
- Alepia zavortinki